# Mirko Pätzold
Mirko Paetzold, né le 9 avril 1976 est un sportif allemand pratiquant le bobsleigh.

## Palmarès

### Championnats monde
- Médaille d'argent en bob à 2 en 2008.